# Giuseppe Cionfoli
Giuseppe Cionfoli (Erchie, 18 ottobre 1952) è un cantautore italiano, ex religioso francescano, noto al grande pubblico nei primi anni Ottanta con il nome di Fra' Cionfoli.

## Biografia
Giuseppe Cionfoli è nato a Erchie (BR) il 18 ottobre 1952 da Immacolata Cionfoli e dal vedovo Gabriele Vox, che lo concepirono durante la loro fuitina. In seguito la madre non volle sposare il padre e quest'ultimo si rifiutò di riconoscere il figlio, nonostante, per temporeggiare, Giuseppe venne dichiarato allo stato civile nato il 19 ottobre, un giorno dopo la reale venuta al mondo. Suo padre si risposò ed ebbe altri figli, ma morirono in tenerissima età, così per un periodo cercò insistentemente, ma invano, di convincere l'ex fidanzata a cedergli il figlio.
Giuseppe Cionfoli entrò nell'ordine dei Cappuccini e, successivamente, esordì nel 1981 come cantautore, presentando a Domenica in il brano Nella goccia entra il mare, all'interno di una gara di nuovi talenti. In seguito alla vittoria della gara, Cionfoli ebbe il diritto di partecipare al Festival di Sanremo, dove divenne ulteriormente noto con le partecipazioni del 1982 e del 1983, presentando rispettivamente Solo grazie e Shalom. Solamente la prima delle due partecipazioni gli permise di raggiungere la Top 10 dei 45 giri, oltre a posizionarsi al quarto posto nella graduatoria del Festival.
Nel 1985 poi, una sua canzone dal titolo Marta, utilizzata come sigla dell'omonima telenovela, ottenne un discreto successo, aumentando la sua notorietà.
Costretto a scegliere tra la vita religiosa e la carriera di cantante, nel 1988 abbandona definitivamente lo stato religioso, tornando ad essere semplicemente Giuseppe Cionfoli. Nel 1989 si sposa con Loredana, ex Testimone di Geova, da cui ha avuto tre figli, Samuel, Vera e Consuelo e, successivamente, anche tre nipoti.  
In occasione del Festival di Sanremo 1994 fece parte del gruppo Squadra Italia, appositamente costituito per l'evento, cantando il brano Una vecchia canzone italiana.
In quegli anni incide anche vari brani per i canali del Gruppo Norba. I brani del cantautore sono stati per anni trasmessi su Telenorba.
Nel 2006 Cionfoli partecipò al reality show condotto da Simona Ventura L'isola dei famosi che però abbandonò un po' di tempo dopo per le dure condizioni di vita alla "palafitta". Nel 2007, a seguito della ritrovata visibilità, il suo nome venne ricollegato a quello di Emmanuel Milingo, in articoli che dicevano che Cionfoli avrebbe chiesto da questi l'ordinazione sacerdotale; tuttavia, la notizia fu smentita dallo stesso Cionfoli sul suo sito ufficiale.
Nel 2011 ha pubblicato la canzone Dedicato a Sarah Scazzi, arrangiata insieme al polistrumentista e cantautore barese Ago Tambone, dedicata alla vicenda del delitto di Avetrana avvenuto l'anno precedente. Cionfoli affermò di voler proporre la canzone per il Festival di Sanremo nonostante alla kermesse non siano accettate canzoni già edite.
Nel maggio 2015, Cionfoli si è candidato come consigliere regionale nella lista di centrodestra Puglia nazionale, che appoggiava la candidatura di Adriana Poli Bortone. Hanno fatto discutere le sue prese di posizione in merito al comportamento, a suo parere scorretto, degli immigrati e dei rom, specialmente sui mezzi pubblici: «In Puglia i treni sono sporchi a causa di zingari ed extracomunitari [...] Sono diventati arroganti, fanno sempre storie perché non hanno mai i biglietti.»
Cionfoli ha continuato a esibirsi sia all'estero che in Italia.
Nel 2016 ha partecipato al programma musicale MilleVoci.

## Discografia

### Album
- 1981 - Nella goccia entra il mare (Cultura & Musica, PNL 069)
- 1982 - Solo grazie (Cultura & Musica, ZPLCM 34154)
- 1982 - S. Francesco 1182-1982 (Cultura & Musica, ZPLCM 34156)
- 1983 - Shalom (Cultura & Musica, ZPLCM 34184)
- 1984 - E venne il giorno...Anno Santo 1983.1984 (Cultura & Musica)
- 1985 - Marta (Cultura & Musica, PNLP 0129)
- 1986 - Giuseppe Cionfoli (Durium, msAI 77456)
- 1990 - È festa, alleluia
- 1991 - Un altro modo di vivere (Edizioni Paoline, SI 30.48)
- 1993 - Dio c'è
- 1994 - Parabole
- 1995 - Dentro l'anima
- 1996 - Ieri e oggi
- 1998 - Il segreto del Re (Centotre, CNT 21422)
- 2008 - Le canzoni di Padre Pio Volume 1 (Koning Tour, GAE 0600)
- 2019 - I messaggi di Medjugorje vol. 1
- 2020 - I messaggi di Medjugorje vol. 2
- 2021 - I messaggi di Medjugorje vol. 3
- 2022 - Guardami nel cuore (feat. Santa Fizzarotti Selvaggi)

### Raccolte
- 1983 - Incontro con Giuseppe Cionfoli (Cultura & Musica, ZNLCM 34197)
- 1997 - Ti ha voluto lei (D.V. More Record, CD DV 6127)

### Singoli
- 1981 - Nella goccia entra il mare/Guardarsi dentro
- 1982 - Solo grazie/Una risposta personale
- 1983 - Shalom/La strada va
- 1984 - L'arca grande/Ti voglio bene
- 1985 - Pronto... Paradiso?/Ho visto un fiore
- 1988 - È Natale/È Natale (strumentale)
- 1989 - Telenorba non ti lascia mai/Telenorba lo sa
- 2010 - Che dolor, che dolor
- 2011 - Dedicato a Sarah Scazzi (con Ago Tambone)
- 2021 - Sì, Signore ti ringrazio/Sì, Signore ti ringrazio (strumentale)
- 2024 - Nilla cara

### Partecipazioni
- 1986 - Cantando per la mamma
- 1987 - Terra di pace
- 1988 - Noi siamo amore
- 1989 - Insieme per amore
- 1990 - La vita è un regalo da vivere
- 1992 - La grande occasione
- 1994 - Una vecchia canzone italiana
- 1994 - Magnificat '94
- 1995 - Ballata per Maria
- 2011 - Bari Christmas vol. 2